# خواهران گیون
خواهران گیون (ژاپنی: 祇園の姉妹, Gion no kyōdai) فیلمی ژاپنی به کارگردانی کنجی میزوگوچی است که در سال ۱۹۳۶ منتشر شد. از بازیگران آن می‌توان به ایسوزو یامادا و یوکو اوممورا اشاره کرد.